# Чемпіонат України з водного поло
Чемпіонат України з водного поло — ватерпольні змагання в Україні, засновані у 1991 році. Змагання проводяться серед чоловіків, жінок та юніорів. У змаганнях беруть участь професійні ватерпольні команди.

Чемпіонат України з водного поло відбувається під егідою Федерації водного поло України.

## Історія
В Україні водне поло як вид спорту вперше з'явилося у "безводному" Харкові у 1924 році. Пов'язано це з тим, що на той час Харків був столицею УСРР, через що майже усі спортивні нововведення започатковувалися саме там:
Ватер-поло. В конце мая месяца состоялась поездка в пос. Высокий, где был устроен показательный матч в водное поло между 1 и 2 командами клуба В.Э.К., окончившийся со счетом 2:0. Эта первая игра показала, что водное поло занимательно и, и нужно полагать, что спортсмены быстро заинтересуются и начнут проводить в жизнь этот полезный вид спорта, заменив им в летнее время футбол и гандбол. Наиболее приспособленными к игре должны быть гандболисты, умеющие уже хорошо "владеть мячом".
Чемпіонати УРСР проводились серед збірних команд міст та серед клубних команд до 1991 року.
Старт Чемпіонатам незалежної України було дано у 1992 році.

## Чемпіонат УРСР з водного поло
Прем'єрна всеукраїнська першість з водного поло відбулась у 1925 році в рамках Всеукраїнської водної Олімпіади:
Спорт. Всеукраинская водная Олимпиада. 7, 8, 9 августа в Одессе состоится всеукраинская водная олимпиада.
І місце у змаганнях з ватер-поло розділили Одеса та Миколаїв (єдині учасники змагань з водного поло), ставши першими переможцями в УСРР у цьому виді спорту.

## Чемпіонат України з водного поло
| Чемпіони та призери чемпіонатів України серед чоловіків | Чемпіони та призери чемпіонатів України серед чоловіків | Чемпіони та призери чемпіонатів України серед чоловіків | Чемпіони та призери чемпіонатів України серед чоловіків | Чемпіони та призери чемпіонатів України серед чоловіків |
| №                                                       | Рік                                                     | І Місце                                                 | ІІ Місце                                                | ІІІ Місце                                               |
| ------------------------------------------------------- | ------------------------------------------------------- | ------------------------------------------------------- | ------------------------------------------------------- | ------------------------------------------------------- |
| 1                                                       | 1992                                                    | ВК «ВМФ» (Севастополь)                                  | ВК «Динамо»(Львів)                                      |                                                         |
| 2                                                       | 1992\1993                                               | ВК «ВМФ» (Севастополь)                                  | ВК «Динамо»(Львів)                                      |                                                         |
| 3                                                       | 1993\1994                                               | ВК «ВМФ» (Севастополь)                                  | ВК «Динамо»(Львів)                                      | ВК «Маріуполь»                                          |
| 4                                                       | 1994\1995                                               | ВК «Динамо»(Львів)                                      | ВК «ВМФ» (Севастополь)                                  | ВК «Маріуполь»                                          |
| 5                                                       | 1995\1996                                               | ВК «ВМФ» (Севастополь)                                  | ВК «Динамо»(Львів)                                      | ВК «Динамо»(Київ) , ВК«Маріуполь»                       |
| 6                                                       | 1996/1997                                               | ВК «Маріуполь»                                          |                                                         |                                                         |
| 7                                                       | 1997/1998                                               | ВК «Маріуполь»                                          |                                                         | ВК «Динамо»(Львів)                                      |
| 8                                                       | 1998/1999                                               | ВК «Маріуполь»                                          | ВК «Динамо»(Львів)                                      |                                                         |
| 9                                                       | 1999/2000                                               | ВК «Маріуполь»                                          | ВК «Динамо»(Львів)                                      |                                                         |
| 10                                                      | 2000/2001                                               | ВК «Динамо»(Київ)                                       | «Маріуполь»                                             | ВК «Динамо»(Львів)                                      |
| 11                                                      | 2001/2002                                               | ВК «Маріуполь»                                          | ВК «Динамо»(Київ)                                       | ВК «Динамо»(Львів)                                      |
| 12                                                      | 2002/2003                                               | ВК «Маріуполь»                                          | ВК «Динамо»(Львів)                                      |                                                         |
| 13                                                      | 2003\2004                                               | ВК «Маріуполь»                                          | ВК «Динамо»(Львів)                                      | Зб. Севастополь                                         |
| 14                                                      | 2004\2005                                               | ВК «Маріуполь»                                          | Зб. Тбілісі (Грузія)                                    | ВК «Динамо»(Львів)                                      |
| 15                                                      | 2005\2006                                               | ВК «Маріуполь»                                          | ВК «Динамо»(Львів)                                      | ВК «Динамо»(Київ)                                       |
| 16                                                      | 2006\2007                                               | ВК «Маріуполь»                                          | ВК «Динамо»(Львів)                                      | Зб. Тбілісі (Грузія)                                    |
| 17                                                      | 2007\2008                                               | ВК «Маріуполь»                                          | ВК «БМК» (Харків)                                       | ВК «Динамо»(Львів)                                      |
| 18                                                      | 2008\2009                                               | ВК «Маріуполь»                                          | ВК «БМК» (Харків)                                       | ВК «Динамо»(Львів)                                      |
| 19                                                      | 2009\2010                                               | ВК «БМК» (Харків)                                       | ВК «Маріуполь»                                          | Зб. Севастополь                                         |
| 20                                                      | 2010\2011                                               | ВК «БМК» (Харків)                                       | ВК «Маріуполь»                                          | ВК «Динамо»(Львів)                                      |
| 21                                                      | 2011\2012                                               | ВК «Маріуполь»                                          | ВК «БМК» (Харків)                                       | ВК «Динамо»(Львів)                                      |
| 22                                                      | 2012\2013                                               | ВК «Динамо»(Львів)                                      | ВК «Маріуполь»                                          | ВК «Слобожанець» (Харків)                               |
| 23                                                      | 2013\2014                                               | ВК «Динамо»(Львів)                                      | ВК «Маріуподь»                                          | ВК «Слобожанець» (Харків)                               |
| 24                                                      | 2014\2015                                               | ВК «Динамо»(Львів)                                      | ВК «Слобожанець» (Харків)                               | ВК «Маріуполь»                                          |
| 25                                                      | 2015\2016                                               | ВК «Слобожанець» (Харків)                               | ВК «Динамо»(Львів)                                      | ВК «ОНМА» (Одеса)                                       |
| 26                                                      | 2016\2017                                               | ВК «Слобожанець» (Харків)                               | ВК «Динамо»(Львів)                                      | ВК НТУ-ХПІ«Політехник» (Харків)                         |
| 27                                                      | 2017\2018                                               | ВК «Динамо»(Львів)                                      | Збірна Харківської області                              | ВК «Маріуполь»                                          |
| 28                                                      | 2018\2019                                               | ВК «Динамо»(Львів)                                      | УФК (Львів)                                             | Збірна Харківської області                              |
| 29                                                      | 2019\2020                                               | ВК «Динамо»(Львів)                                      | Збірна Харківської області                              | ВК «Маріуполь»                                          |
| 30                                                      | 2020\2021                                               | ВК «Динамо»(Львів)                                      | Збірна Харківської області                              | ВК «Маріуполь»                                          |
| 31                                                      | 2021\2022                                               | ВК «Динамо»(Львів)                                      | Збірна Харківської області                              | Збірна Київської області - ДЮСШ №21                     |
| 32                                                      | 2022\2023                                               | ВК «Динамо»(Львів)                                      | ВК НТУ-ХПІ«Політехнік» (Харків)                         | ВК «Маріуполь»                                          |
| 33                                                      | 2023/2024                                               | ВК «Динамо» (Львів)                                     | ВК НТУ-ХПІ «Політехнік» (Харків)                        | КІВС (Львів)                                            |